# Rathaus Lichtenberg
Rathaus Lichtenberg er rådhuset i Lichtenberg i det østlige Berlin, Tyskland. Rådhuset blev indviet i 1898. Den røde murstensbygning er opført i nygotisk stil.
Rathaus Lichtenberg var fra 1907 til 1920 rådhus for den dengang selvstændige by Lichtenberg, fra 1920–1990 for Stadtbezirk Lichtenberg og siden 1990 har rådhuset været sæde for bydelsforsamlingen i Lichtenberg. 